# Adult Themes for Voice
Adult Themes for Voice è il primo album in studio del cantautore avant-garde metal statunitense Mike Patton, pubblicato il 23 aprile 1996 dalla Tzadik Records, etichetta gestita dal musicista John Zorn.

## Descrizione

### Registrazione
Adult Themes for Voice venne registrato in varie stanze d'albergo durante un tour con il gruppo Faith No More, utilizzando un TASCAM Portastudio a quattro tracce.

### L'album
L'album è composto interamente da suoni prodotti vocalmente da Mike Patton, senza altra ulteriore strumentazione. Le composizioni vengono descritte in questo modo: "forti rumori raschianti, cigolii, e suoni provenienti da sottacqua". Patton ha ricordato simili sperimentazioni vocali della sua infanzia, prima avendo imparato a cantare imitando suoni non verbali, e in seguito ricevendo in dono dai suoi genitori un disco che ha descritto in questo modo:
(Mike Patton)

## Recensioni
| Recensione | Giudizio |
| ---------- | -------- |
| AllMusic   |          |

Greg Prato di AllMusic ha valutato l'album con tre stelle su cinque, affermando che "non c'è una nota musicale nell'album; è essenzialmente rumore". Prato ha osservato che la composizione della musica significava che le canzoni confluivano l'una nell'altra "come un pezzo continuo", e di conseguenza non ha potuto evidenziare alcun punto saliente specifico.

## Tracce
1. Wuxiapian – 2:12
2. "I Killed Him Like A Dog... And He Still Laughed" – 0:56
3. Smog – 0:45
4. The Man In The Lower Left Hand Corner Of The Photograph – 1:47
5. Robot Sex (Neon) – 0:25
6. Screams Of The Asteroid – 0:55
7. Robot Sex (B/W) – 0:16
8. Porno Holocaust – 1:00
9. Inconsolable Widows In Search Of Distraction – 3:09
10. "Hurry Up And Kill Me... I'm Cold" – 0:06
11. Man Alone In Steambath – 1:01
12. Guinea Pig 1 – 0:35
13. Guinea Pig 2 – 1:26
14. Guinea Pig 3 – 0:16
15. Guinea Pig 4 – 1:42
16. A Woman With The Skin Of The Moon – 0:37
17. A Lizard With The Skin Of A Woman – 1:38
18. Catheter – 1:18
19. "Fix It So The Bruises Don't Show" – 1:20
20. Robot Sex (Watercolors) – 0:24
21. A Ceremony Of Senses, An Alibi In The Red Light District – 0:40
22. Butterfly In A Glass Maze – 2:19
23. Pajama Party Horror – 0:57
24. A Leper With A Face Of A Baby Girl – 2:40
25. The One Armed Vs. 9 Killers – 1:17
26. Pillow Biter – 2:42
27. Raped On A Bed Of Sand – 1:46
28. Violence⁵ – 2:17
29. Red Mouth, Black Orgasm – 0:26
30. Wuxiapian Fantastique – 0:16
31. A Smile, A Slap In The Face, A Fart, A Kiss On The Mouth – 0:26
32. Private Lessons On Planet Eros – 0:36
33. "Pneumonia With Complications" – 0:13
34. Orgy In Reverb (10 Kilometers Of Lust) – 4:53

Durata totale: 43:16

## Formazione
- Mike Patton - voce, scatting